# Valley Hi
Valley Hi è un album a nome di Ian Matthews, pubblicato dall'etichetta discografica Elektra Records nel luglio del 1973.

## Tracce
Lato A
1. Keep on Sailing – 4:38 (Iain Matthews)
2. Old Man at the Mill – 2:34 (Tradizionale, arrangiamento di Iain Matthews)
3. Shady Lies – 3:54 (Richard Thompson)
4. These Days – 4:20 (Jackson Browne)
5. Leaving Alone – 3:30 (Iain Matthews)

Durata totale: 18:56
Lato B
1. Seven Bridges Road – 4:01 (Steve Young)
2. Save Your Sorrows – 2:20 (Iain Matthews)
3. What Are You Waiting For – 4:45 (Randy Newman)
4. Propinquity – 2:52 (Michael Nesmith)
5. Blue Blue Day – 3:15 (Don Gibson)

Durata totale: 17:13

## Musicisti
- Ian Matthews - chitarra, voce
- Danny Lane - batteria
- Billy Graham - basso, fiddle
- Jay Lacy - chitarra
- Bobby Warford - chitarra
- Michael Nesmith - chitarra
- O. J. Red Rhodes - chitarra steel, dobro
- David Berry - tastiere
- Byron Berline - fiddle

Note aggiuntive:
- Michael Nesmith - produttore
- Registrato al The Countryside Studio di Los Angeles, California, Stati Uniti
- Terry Dunavan e Fritz Richmond - ingegneri della registrazione[2]